# Paul Bordes
Paul Bordes (Melun, 20 de noviembre de 1952 -Melun, 30 de junio de 2012) fue un piloto de motociclismo francés, que compitió en el Campeonato del Mundo de Motociclismo entre 1979 y 1989.

## Biografía
Nacido en Melun, Paul entró en el mundo del motociclismo como mecánico oficial de Morbidelli para Patrick Plisson en 1976. Debutó en 1979 participando en el Gran Premio de Bélgica de 125cc acabando en sexto lugar. Especialista en pequeñas cilindradas, su mejor temporada fue en 1983 cuando acabó en la decimoctava posición de la clasificación general de la cilindrada de 125cc.
También destacable sus actuaciones en el Campeonato Europeo de Motociclismo donde acabó sexto en la edición de 1983 en la categoría de 125 cc, quinto en 1984 y subcampeón de Europa en la categoría de 50cc en 1984. También será subcampeón de Francia en 1984 en 125cc. En 1986, viviría su mejor temporada, proclamándose campeón de Francia en 80, subcampeón de Europa en 80 y 125cc.

## Resultados en el Campeonato del Mundo
Sistema de puntuación desde 1969 hasta 1987:
| Posición | 1.º | 2.º | 3.º | 4.º | 5.º | 6.º | 7.º | 8.º | 9.º | 10.º |
| Puntos   | 15  | 12  | 10  | 8   | 6   | 5   | 4   | 3   | 2   | 1    |

Sistema de puntuación desde 1988 hasta 1991:
| Posición | 1.º | 2.º | 3.º | 4.º | 5.º | 6.º | 7.º | 8.º | 9.º | 10.º | 11.º | 12.º | 13.º | 14.º | 15.º |
| Puntos   | 20  | 17  | 15  | 13  | 11  | 10  | 9   | 8   | 7   | 6    | 5    | 4    | 3    | 2    | 1    |

#### Carreras por año
(Carreras en negrita indica pole position, carreras en cursiva indica vuelta rápida)
| Año  | Cat.  | Equipo         | 1     | 2       | 3       | 4       | 5       | 6       | 7       | 8       | 9       | 10      | 11      | 12      | 13      | 14      | 15    | Pts. | Pos. |
| ---- | ----- | -------------- | ----- | ------- | ------- | ------- | ------- | ------- | ------- | ------- | ------- | ------- | ------- | ------- | ------- | ------- | ----- | ---- | ---- |
| 1979 | 125cc | Morbidelli     | VEN - | AUT -   | GER -   | NAT -   | ESP -   | YUG -   | NED -   | BEL 6   | SWE -   | FIN 18  | GBR 17  | CZE -   | FRA -   |         |       | 5    | 32.º |
| 1980 | 125cc | MBA            | NAT - | ESP -   | FRA 17  | YUG -   | NED -   | BEL 19  | FIN -   | GBR 15  | CZE -   | GER -   |         |         |         |         |       | 0    | -    |
| 1981 | 125cc | Morbidelli/MBA | ARG - | AUT -   | GER -   | NAT -   | FRA 17  | ESP -   | YUG -   | NED -   |         |         | GBR 18  | FIN -   | SWE -   | CZE -   |       | 0    | -    |
| 1982 | 125cc | MBA            | ARG - | AUT -   | FRA 17  | ESP -   | NAT -   | NED -   | BEL Ret | YUG -   | GBR 32  | SWE -   | FIN -   | CZE Ret |         |         |       | 0    | -    |
| 1983 | 50cc  | Moto 2L        |       | FRA 7   | NAT 10  | GER 13  | ESP 13  |         | YUG Ret | NED 13  |         |         |         | SMR Ret |         |         |       | 5    | 18.º |
| 1983 | 125cc | MBA            |       | FRA -   | NAT 14  | GER 18  | ESP 18  | AUT Ret | YUG 16  | NED 25  | BEL 17  | GBR Ret | SWE Ret | RSM Ret |         |         |       | 0    | -    |
| 1984 | 125cc | MBA            |       | NAT -   | ESP -   |         | GER -   | FRA 17  |         | NED -   |         | GBR -   | SWE -   | RSM -   |         |         |       | 0    | -    |
| 1985 | 80cc  | Scrab          |       | ESP -   | GER -   | NAT -   |         | YUG -   | NED -   |         | FRA Ret |         |         | RSM -   |         |         |       | 0    | -    |
| 1985 | 125cc | MBA            |       | ESP -   | GER -   | NAT -   | AUT -   |         | NED -   | BEL -   | FRA 15  | GBR -   | SWE -   | RSM -   |         |         |       | 0    | -    |
| 1986 | 80cc  | Scrab          | ESP - | NAT -   | GER -   | AUT -   | YUG -   | NED -   |         |         | GBR -   | SWE -   |         | BDW 15  |         |         |       | 0    | -    |
| 1986 | 125cc | MBA            | ESP - | NAT -   | GER -   | AUT -   |         | NED 12  | BEL Ret | FRA 12  | GBR -   | SWE Ret | RSM -   |         | BDW Ret |         |       | 0    | -    |
| 1987 | 80cc  | Krauser        |       | ESP Ret | GER Ret | NAT DNS | AUT Ret | YUG 19  | NED -   |         | GBR 18  |         | CZE 22  | RSM Ret | POR Ret |         |       | 0    | -    |
| 1987 | 125cc | MBA            |       | ESP 15  | GER 14  | NAT DNQ | AUT DNQ |         | NED Ret | FRA Ret | GBR 24  | SWE -   | CZE DNQ | RSM DNQ | POR 20  |         |       | 0    | -    |
| 1988 | 80cc  | RB-Moto        |       |         | ESP Ret | EXP Ret | NAT 17  | GER 19  |         | NED Ret |         | YUG -   |         |         |         | CZE Ret |       | 0    | -    |
| 1988 | 125cc | Honda          |       |         | ESP 15  |         | NAT DNQ | GER 17  | AUT -   | NED -   | BEL Ret | YUG -   | FRA DNQ | GBR DNQ | SWE -   | CZE DNQ |       | 1    | 40.º |
| 1989 | 80cc  | RB             |       |         |         | ESP 18  | NAT 19  | GER 27  |         | YUG -   | NED DNQ |         |         |         |         | CZE Ret |       | 0    | -    |
| 1989 | 125cc | Honda          | JPN - | AUS -   |         | ESP DNQ | NAT DNQ | GER DNQ | AUT -   |         | NED -   | BEL -   | FRA DNQ | GBR -   | SWE -   | CZE -   | BRA - | 0    | -    |